# Šilboch
Šilboch (Schildwache, Čertova skála, Na stráži, Ztracená varta) je zaniklý zámeček na místě starší usedlosti v Praze 8-Libni na rohu ulic Na Vartě a Na Stráži, jihovýchodně od křižovatky Vychovatelna.

## Historie

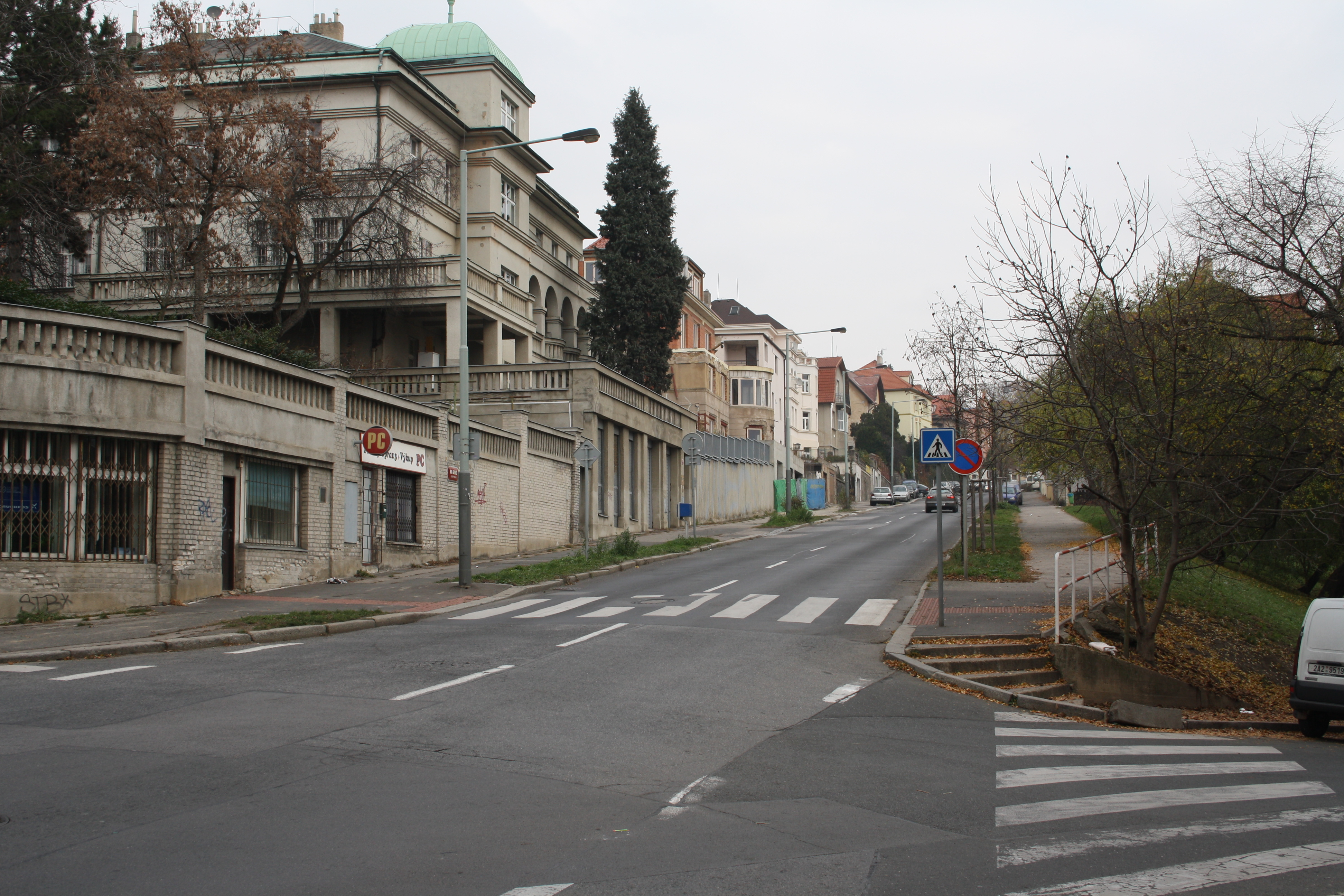
Křižovatka ulic Na Stráži a Na Vartě přibližně v místech zaniklé usedlosti

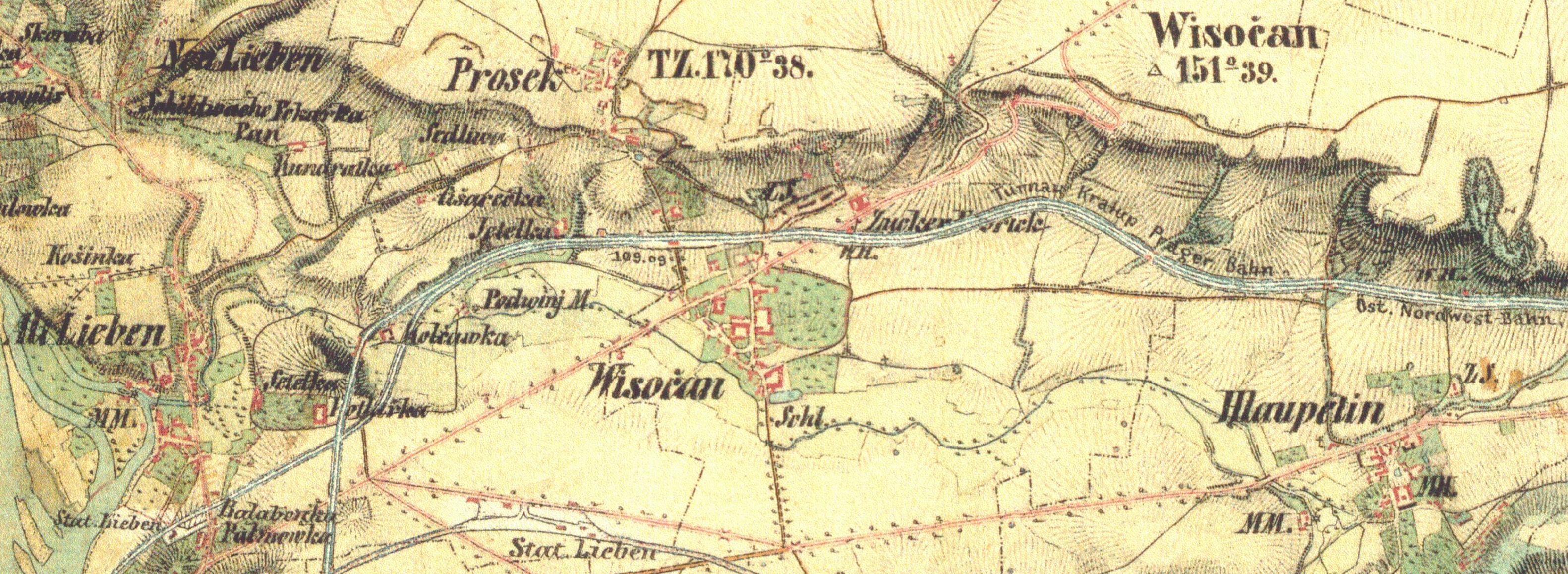
Šilboch (Schildwache) v Nové Libni (Neu Lieben) na mapě II. vojenského mapování - tzv. Františkova - z let 1836-1852 (měřítko 1: 28 800)

Na hranici Střížkova s Libní stála vysoká skalka s usedlostí nazývaná Čertův vršek. Údajně se zde zámecký pán upsal čertu a poté skončil v pekle. Na této skalce si nechal František Ferdinand Hilbert v polovině 18. století vystavět zámeček. Jednopatrová stavba měla čtvercový půdorys, na každé straně v přízemí i v patře po třech oknech, jehlancovou střechu s malou věžičkou na severovýchodě a na jihozápadní straně terasu.

### Pověst
Roku 1757 vtrhli Prusové do Prahy a na tomto místě v Libni postavili vartu. Po prohrané bitvě u Kolína 18. června téhož roku se rychle stáhli a vojáka zde zapomněli. Toho se údajně ujala místní dívka, která si jej vzala za muže. Začalo se zde říkat Na ztracené vartě, Na stráži a poté zkomolením německého Schildwache (stráž) – Šilboch. Před zámečkem stávala plechová socha pruského vojáka v plné zbroji a ta údajně dala podnět ke vzniku této pověsti. Po zániku zámečku se socha dostala do městského muzea.

### 19. století
Na počátku 19. století byl zámeček v majetku intendanta a režiséra Stavovského divadla Jana Karla Liebicha (1773–1816). V té době se zde pořádaly velkolepé večírky pro přední šlechtice, bohaté měšťany, umělce a učence. Za svého pražského pobytu sem chodil také Carl Maria von Weber, který pro karneval pořádaný na Šilbochu v únoru 1816 napsal valčík.
Na Štědrý den roku 1812 připravil Liebich pro své hosty překvapení – ozdobený vánoční stromek (jedličku). Zdobit stromky o Vánocích si přivezl z rodného Německa, v Čechách se tato tradice ujala o několik let později.
V polovině 19. století byl zámeček stavebně upraven k provozování hostince Na stráži. Roku 1896 jsou ještě zapsáni jako majitelé Julie a Albert Weissovi, o čtyři roky později byly budovy a skalka rozbořeny.

### Pojmenování
Po zámečku a pověsti jsou pojmenovány místní ulice a prostranství Čertův Vršek, Na Vartě, Na Stráži, Pod Čertovou skalou a náměstí Na stráži.